# Герб Кировской области
Герб Кировской области — официальный символ Кировской области Российской Федерации, утверждён 29 августа 1995 года. Герб внесён в Государственный геральдический регистр Российской Федерации под регистрационным номером 190.

## Описание
Геральдическое описание (блазон) гласит:
В золотом поле выходящая из лазоревых облаков рука в червлёной одежде, держащая червлёный натянутый лук с червлёной стрелой. В верхнем геральдически правом (левом от зрителя) углу щита — червлёный лапчатый крест с шарами на концах
Герб Кировской области основан на историческом гербе Вятской губернии.

## История

### Герб Вятской губернии
Герб области составлен на основе герба Вятской губернии. 8 декабря 1856 года в период геральдической реформы Б.В. Кёне, был составлен и утверждён герб Вятской губернии, созданный на основе исторического герба Вятки. Герб имел следующее описание: 
В золотом поле, выходящая вправо из лазуревых облаков, в червлёной одежде, рука, держащая червлёный-же натянутый лук со стрелою; в правом углу червлёный, с шариками, крест. Щит увенчан Императорскою короною и окружён золотыми дубовыми листьями, соединёнными Андреевскою лентою

### Советское время
7 декабря 1934 года из части Горьковского края и Северной области был образован Кировский край, который 5 декабря 1936 года преобразован в Кировскую область. В советское время область герба не имела.

### Новое время
С 1992 года в Кировской области, в связи c изменившейся общественно-политической ситуацией в стране, стал подниматься и вопрос о гербе области. Разрабатываемый Думой области Устав предусматривал наличие герба. Областной Думой была создана рабочая группа, которая, в сотрудничестве с Геральдическим Советом при Президенте РФ, предложила утвердить герб 1856 года с необходимыми изменениями: предложено было убрать из символики герба императорскую корону и дубовый венок, обрамляющий губернский щит в гербе 1856 года. Так как эти элементы герба служили атрибутами определённой территориально-административной системы, которая существенно отличалась от нынешней, то следовало воздержаться от внесения в герб корон, лент, а равно от произвольного размещения отдельных украшений вокруг геральдического щита.
29 августа 1995 года Кировской областной Думой был принят закон о гербе Кировской области, где описание герба было изложено в следующей редакции: 
Герб области представляет собой традиционный геральдический щит, на золотом поле которого изображена выходящая из лазоревых облаков рука в червлёной одежде, держащая червлёный натянутый лук с червлёной стрелой. В верхнем правом (левом от зрителя) углу щита — червлёный лачатый воинский крест с шарами на концах. Рука с луком изображается повернутой влево от зрителя.
В первоначальный текст описания герба, утвержденный в 1995 году, вкралась ошибка: «лапчатый» крест стал «лачатым». Только в 2005 году, благодаря стараниям председателя Кировского регионального отделения Союза Геральдистов России Е. Дрогова, ошибка была исправлена.
В текст Закона о гербе от 29.08.1995 вносились изменения: Законом Кировской области от 04.06.1997 N 5-ЗО, Законом Кировской области от 05.05.2003 N 156-ЗО, Законом Кировской области от 28.12.2005 N 398-ЗО. Окончательная редакция описания герба области принята законом от 03 декабря 2008 года.